# Manihot cecropiifolia
Manihot cecropiifolia är en törelväxtart som beskrevs av Johann Baptist Emanuel Pohl. Manihot cecropiifolia ingår i släktet Manihot och familjen törelväxter. Inga underarter finns listade i Catalogue of Life.

## Bildgalleri

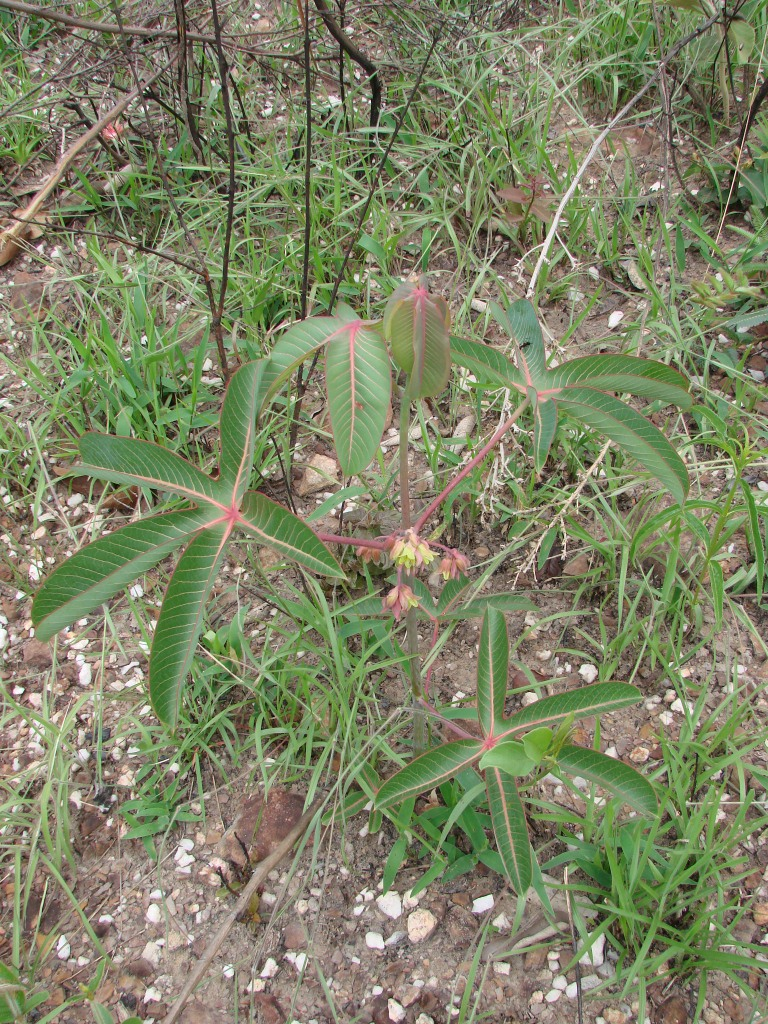